# Argelia (kommun i Colombia, Antioquia, lat 5,70, long -75,12)
Argelia är en kommun i Colombia.   Den ligger i departementet Antioquía, i den centrala delen av landet, 170 km nordväst om huvudstaden Bogotá. Antalet invånare är 10 091.